# Eunidia rufescens
Eunidia rufescens es una especie de escarabajo longicornio del género Eunidia, categorizada en la tribu Eunidiini, de la subfamilia Lamiinae. Fue descrita por Breuning en 1939.

## Descripción
Mide 5-8 mm de longitud.

## Distribución
Se distribuye por Camerún, Etiopía, Kenia, Malaui, Mozambique, Namibia, República de Sudáfrica, Somalia, Tanzania, Zambia y Zimbabue.